# USS Lexington (1861)
El tercer USS Lexington fue un cañonero revestido de madera de la Armada de los Estados Unidos durante la Guerra de Secesión.

## Compra y conversión
Lexington fue construido como un vapor de ruedas laterales en Pittsburgh, Pensilvania, en 1861 y fue comprado por el Departamento de Guerra y convertido en una cañonera en Cincinnati, bajo la dirección del comandante John Rodgers.
La cañonera, operada por la marina, se unió a la Flotilla Occidental del ejército en Cairo (Illinois), el 12 de agosto de 1861. El 22 de agosto, capturó el vapor W. B. Terry en Paducah (Kentucky), y el 4 de septiembre, con el USS Tyler, se enfrentó a la cañonera confederada CSS Jackson y baterías de la costa sur en Hickman y Columbus (Kentucky). El 6 de septiembre, las dos cañoneras encabezaron el impulso del general Ulysses S. Grant para apoderarse de las estratégicas Paducah y Smithland (Kentucky), en las desembocaduras de los ríos Tennessee y Cumberland. En su primer uso de la fuerza a flote, Grant contrarrestó un movimiento confederado hacia el estado, ayudando a preservar Kentucky para la Unión y presagiando su hábil uso de la movilidad naval y el apoyo durante las próximas campañas que dividieron a la Confederación y ganaron todo el sistema de Mississippi para la Unión. .
La siguiente acción del Lexington se produjo el día 10 cuando ella y Conestoga silenciaron una batería confederada y dañaron a Jackson en Lucas Bend (Misuri), mientras cubrían un avance de tropas. Un proyectil de 8 pulgadas de Lexington explotó en la timonera de estribor del Jackson y causó graves daños. Solo las poderosas baterías en los acantilados de Columbus, salvaron al Jackson y a otro vapor sureño de la captura.

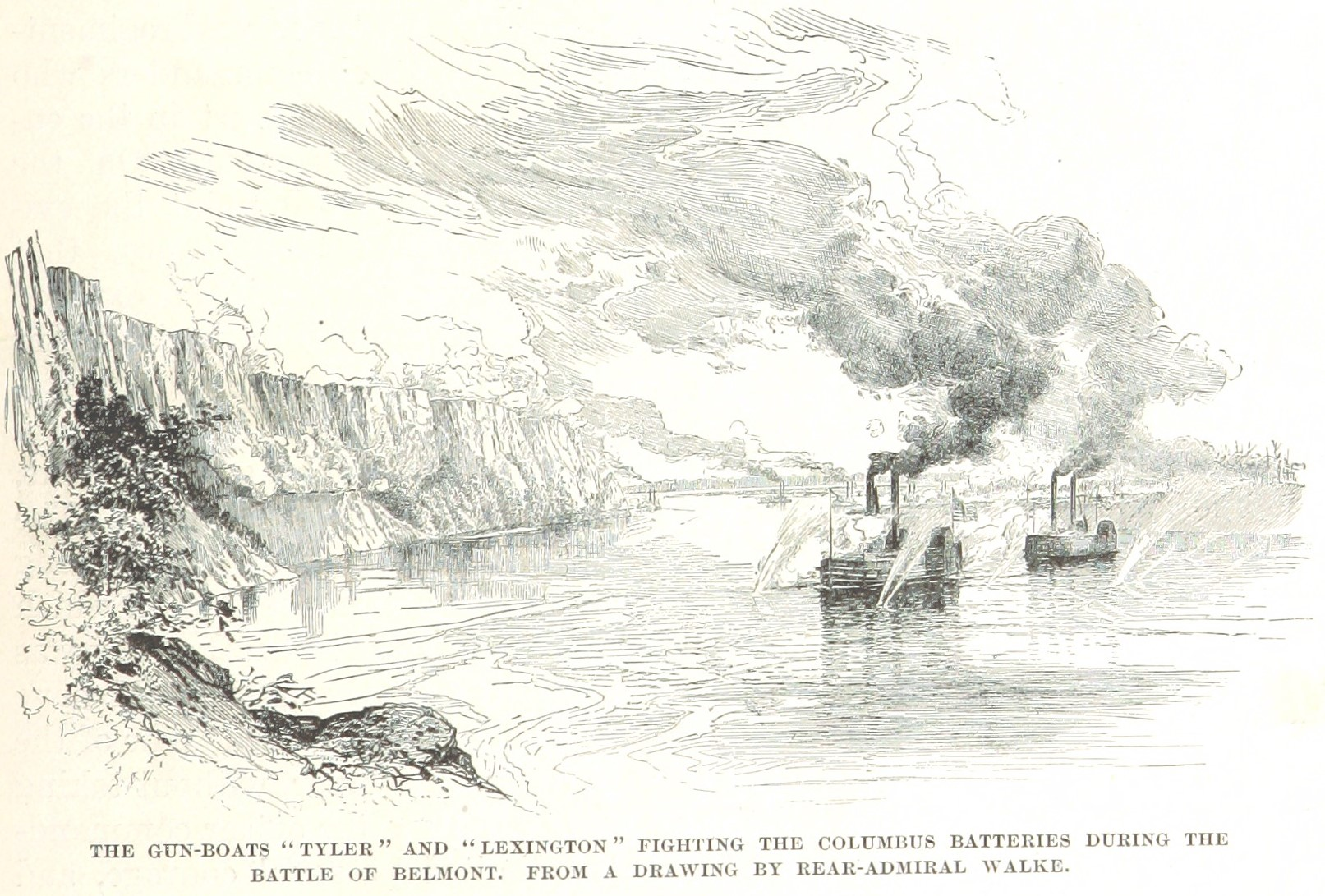
USS Lexington y Tyler en Belmont.

## Batalla de Belmont
Después de acompañar una expedición a Owensboro, del 22 al 25 de septiembre, el Lexington volvió a enfrentarse a las baterías de Columbus el 7 de octubre. Con el Tyler, un mes después, protegió al ejército del general Grant durante la Batalla de Belmont silenciando las baterías enemigas que se oponían al desembarco. Cuando una gran cantidad de tropas confederadas frescas amenazaron a los hombres de Grant, el fuego bien dirigido de uvas y botes del Lexington y Tyler dispersó a los refuerzos del sur, lo que permitió a los soldados de la Unión ponerse a salvo en sus transportes.

## Batalla de Fort Henry
La flotilla occidental navegó por el río Tennessee para atacar Fort Henry, que protegía este acceso por agua al corazón del sur. Aunque la operación se planeó originalmente como una expedición conjunta, las fuertes lluvias durante 2 días antes del ataque retrasaron los movimientos de tropas, por lo que las cañoneras atacaron solas el 6 de febrero de 1862. El fuego preciso de las cañoneras golpeó el fuerte y obligó al general de brigada Lloyd Tilghman, CSA, con todos pero cuatro de sus armas de defensa inútiles, para golpear su bandera. En las operaciones continuas de los tres días posteriores a la capitulación de Fort Henry, Tyler, Conestoga y Lexington barrieron el Tennessee en busca de transportes confederados, se apoderaron del vapor inacabado CSS Eastport y destruyeron un puente ferroviario que cruzaba el río.

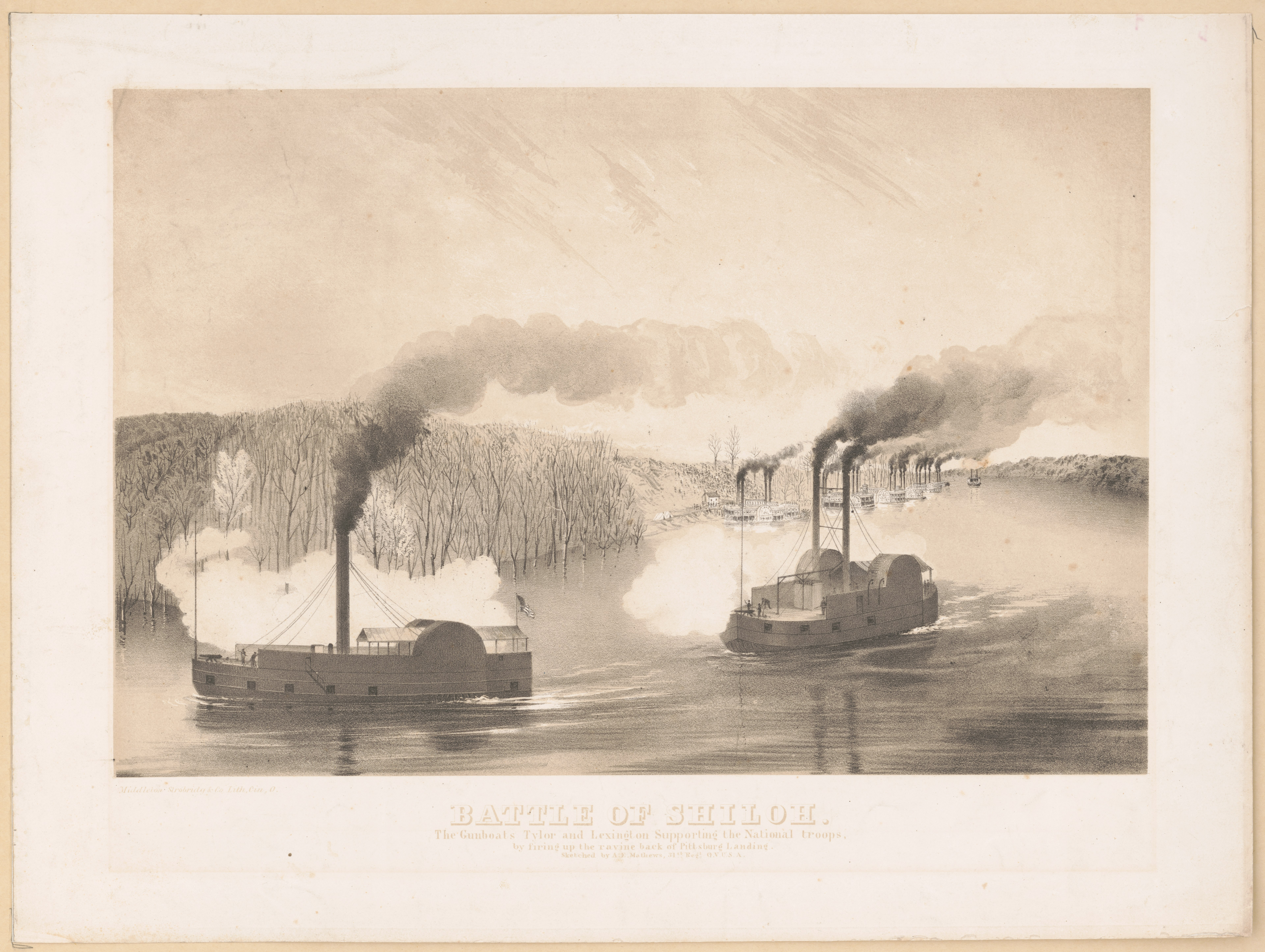
USS Lexington y Tyler en Silhoh.

## Batalla de Shiloh
Después de las reparaciones, el Lexington se reincorporó al Tyler protegiendo los transportes del ejército y apoyando los movimientos de tropas a lo largo del río Tennessee. El 1 de marzo, las cañoneras se enfrentaron a las fuerzas confederadas que fortificaban Shiloh (Pittsburg Landing) Tennessee. Desembarcaron un grupo de marineros y francotiradores del ejército para reconocer la fuerza confederada en el área. Luego avanzaron río arriba y se enfrentaron a una batería confederada en Chickasaw, Alabama, el día 12. Más adelante en el mes navegaron río arriba hasta Eastport (Misisipi), donde intercambiaron fuego con la artillería del sur.
La captura de Fort Henry y Fort Donelson abrió serias brechas en la línea de defensa exterior de la Confederación que Grant aprovechó rápidamente. Las tropas del sur comandadas por el general Albert Sidney Johnston hicieron un gran esfuerzo para detener su avance en la Batalla de Shiloh y estuvieron cerca de abrumar a las tropas de la Unión. El mayor general Leonidas Polk, CSA, informó que las fuerzas confederadas "estaban entre 150 y 400 yardas de la posición del enemigo, y nada parecía querer completar la victoria más brillante de la guerra, sino seguir adelante y hacer un asalto vigoroso contra los desmoralizados. remanente de sus fuerzas. En este momento sus cañoneras descendieron río abajo, cerca del desembarcadero donde sus tropas estaban reunidas, y abrieron un tremendo cañoneo de perdigones y proyectiles sobre la orilla, en la dirección por donde se acercaban nuestras fuerzas". Este oportuno apoyo de Lexington y Tyler hizo que el delicado equilibrio de fuerzas volviera al lado de la Unión y salvó a los hombres de Grant del desastre.
Después de que terminó el día, Lexington y Tyler pasaron la noche bombardeando al ejército confederado, que se había establecido en los campamentos de la Unión que habían capturado temprano en el asalto de la mañana. Disparando en la oscuridad, las cañoneras causaron pocas bajas, pero impidieron que muchos soldados confederados pudieran dormir.

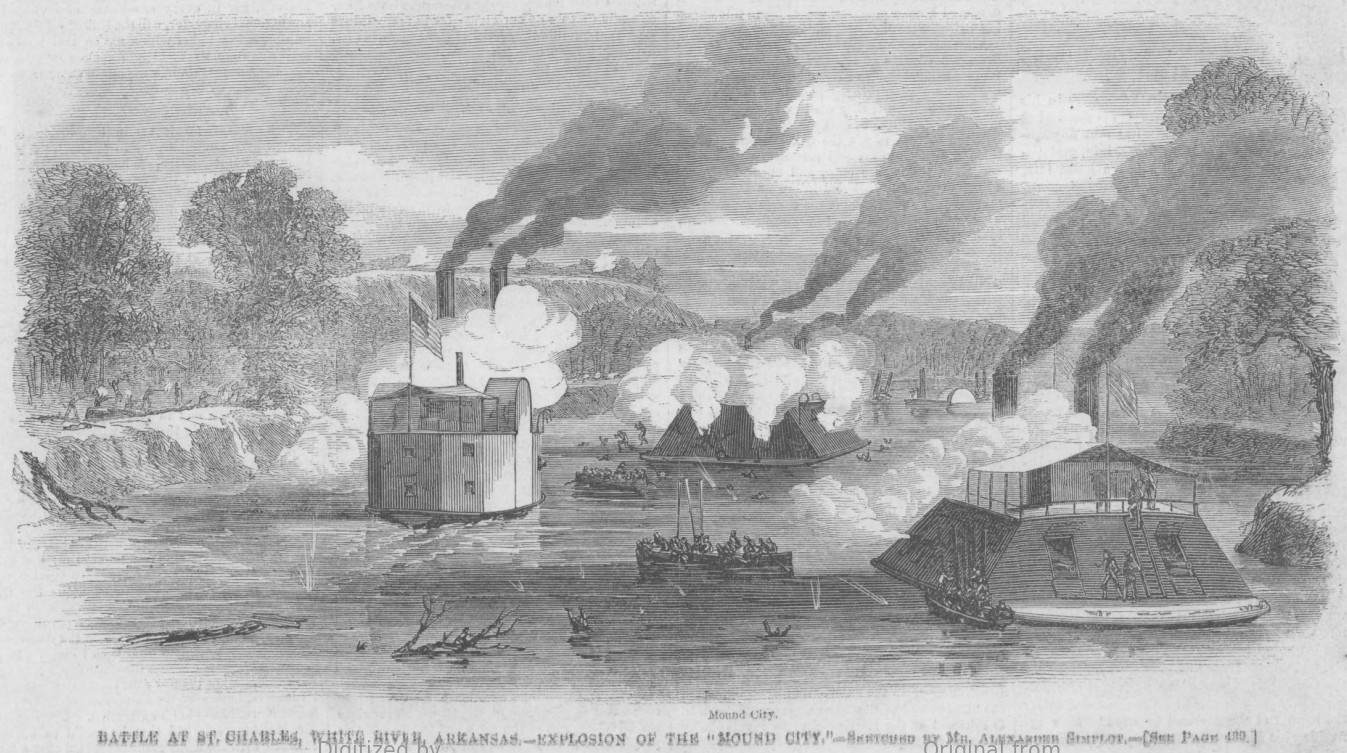
La batalla de Saint Charles.

## Batalla de Saint Charles
El Lexington continuó apoyando las operaciones del ejército en el río Tennessee hasta que navegó por el Misisipi con Conestoga, St. Louis y Mound City para ingresar al río White (Arkansas), el 14 de junio. Mientras las cañoneras de la Unión capturaban St. Charles (Arkansas), el 17 de junio, un impacto directo explotó el tambor de vapor del Mound City y escaldó a muchos de sus hombres. Los tripulantes heridos fueron atendidos en Lexington mientras avanzaba 63 millas río arriba hasta Crooked Point Cut-off, donde las aguas poco profundas la obligaron a retroceder. Luego, la cañonera regresó al Misisipi para proteger los transportes del ejército de las bandas guerrilleras que atacaban desde las orillas del río.

## Operaciones del río Yazoo, Fort Hindman y río Cumberland
El Lexington, que se transfirió a la marina con los otros barcos de la Flotilla Occidental el 1 de octubre de 1862, participó en la expedición conjunta por el río Yazoo para atacar Vicksburg, por la retaguardia. El 27 de diciembre, mientras limpiaban las minas del río, las cañoneras de la Unión lucharon contra los fuertes ataques de las baterías confederadas. Al día siguiente, proporcionaron fuego de cobertura para las tropas del general Sherman durante un ataque contra Chickasaw Bayou, controlado por los confederados. "A través de estas operaciones", escribió David Dixon Porter, "la Marina hizo todo lo posible para asegurar el éxito del movimiento del general Sherman". Aunque la armada proporcionó bombardeos desde la costa desde el escuadrón y creó movimientos de distracción, las tropas de la Unión, obstaculizadas por las fuertes lluvias y enfrentadas por la oportuna llegada de refuerzos confederados, se vieron obligadas a retirarse.
El 4 de enero de 1863, las cañoneras y los transportes del ejército se dirigieron al río White (Arkansas), para atacar Fort Hindman. El escuadrón cubrió el desembarco de tropas el día 9 bombardeando pozos de rifles confederados. Al día siguiente, aunque el Ejército no estaba en posición de presionar el ataque, los barcos de la Unión se movieron a 60 yardas del fuerte firmemente defendido y comenzaron un enfrentamiento abrasador que suavizó las obras para el asalto del día siguiente. Cuando las tropas de la Unión cargaron la posición el día 11, las cañoneras reanudaron su fuego bien dirigido y silenciaron todos los cañones del sur. Después de esta derrota, los confederados evacuaron otras posiciones en los ríos White y Saint Charles.
Mientras tanto, los asaltantes confederados amenazaban con arrebatarle el control del valle de Cumberland a la Unión. Respondiendo al pedido de apoyo naval del general William Rosecrans, el Lexington se puso en marcha hacia el río Cumberland el 25 de enero. La cooperación conjunta del ejército y la marina mantuvo los ríos superiores abiertos a la Unión e impidió una contraofensiva confederada efectiva. Con frecuencia luchando contra los ataques de francotiradores sureños y baterías voladoras, Lexington escoltó transportes y destruyó posiciones confederadas a lo largo de las orillas. El 3 de febrero, con otros cinco barcos, ayudó a repeler un intento confederado de retomar Fort Donelson. Cuando llegaron al lugar de la batalla, encontraron a las tropas defensoras "sin municiones y completamente rodeadas por los rebeldes en números abrumadores, pero aún manteniéndolos bajo control". El Lexington derrotó a los confederados a toda prisa.

## Batalla de Milliken's Bend
Le ordenaron descender por el Misisipi el 2 de junio para apoyar las operaciones finales contra Vicksburg, Lexington se unió al Choctaw en la defensa de las tropas de la Unión en Milliken's Bend (Misisipi), del asalto de soldados confederados numéricamente superiores el día 7. Durante el mes siguiente, continuó operando contra la poderosa fortaleza confederada hasta que cayó el 4 de julio.
Después del trabajo de reconocimiento y el servicio de patrulla en el Mississippi durante el verano, se ordenó a Lexington que regresara al río Tennessee el 29 de octubre para ayudar al general Sherman al comienzo de su viaje por el corazón de la Confederación. Sin embargo, a fines de febrero de 1864, regresó al Misisipi para realizar operaciones en apoyo de la Campaña del Río Rojo. Con el monitor de rueda de paletas Osage y otras cuatro cañoneras, se movió río arriba por el río Ouachita para recopilar información sobre los francotiradores confederados cuando ingresaron al río Ouachita y continuaron por el pantano Louis, donde las aguas poco profundas los obligaron a regresar, capturando artillería confederada y grandes cantidades de algodón antes. llegando a la desembocadura del río Rojo el 5 de marzo. Una semana después, el escuadrón de Mississippi avanzó con fuerza por el río Rojo.

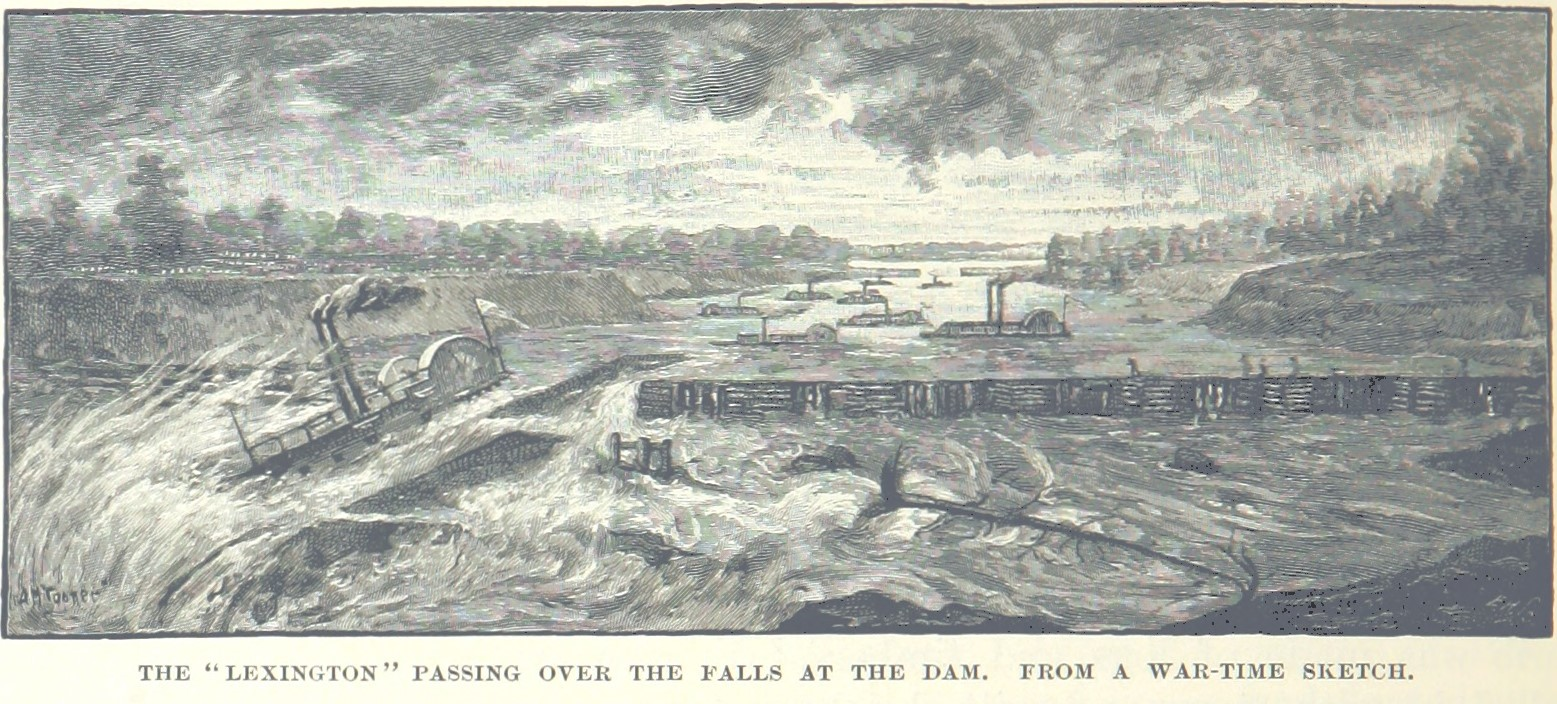
El Lexington pasa las cataratas.

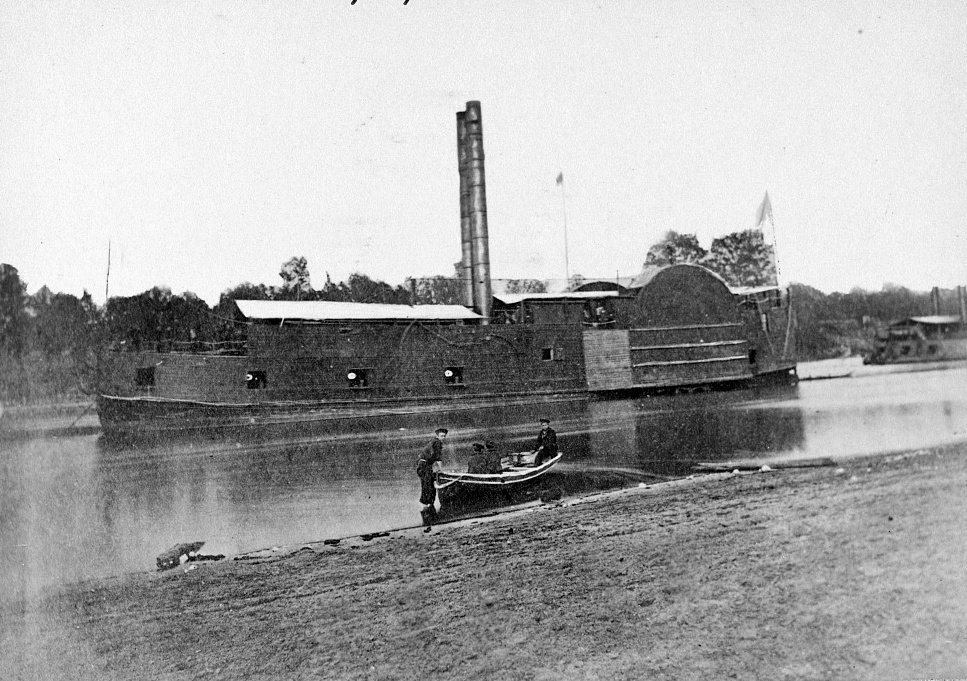
El USS Lexington en el Río Rojo con una cañonera clase City en el fondo derecho.

## Río Rojo
Los defensores confederados fueron expulsados en Simmesport y las tropas del general Smith marcharon hacia Fort De Russy, Luisiana, que fue tomado por las fuerzas terrestres y navales combinadas el 14 de marzo de 1864. Al día siguiente, Lexington con la cañonera Ouachita, seguido por Eastport, siguió adelante. hacia Alexandria, Louisiana, persiguiendo a los vapores confederados que huían hacia la seguridad sobre los rápidos de Alexandria; pero los barcos de la Unión llegaron menos de una hora tarde para capturar seis vapores que habían logrado superar las cataratas. El barco de vapor confederado CSS Countess que encalló en vuelo y una barcaza que quedó atrás fueron quemados para evitar la captura. Los transportes del ejército llegaron al día siguiente y se desembarcaron tropas para ocupar ese pueblo.
El 7 de abril, Lexington y otras cinco cañoneras navegaron sobre las cataratas hacia Shreveport, para apoyar al general Nathaniel Prentiss Banks, que avanzaba valle arriba. Tres días después, el casco del vapor New Falls City, hundido en un estrecho tramo del río cerca de Springfield Landing (Luisiana), bloqueó el avance de la expedición. Antes de que se pudiera eliminar esta obstrucción, llegó la noticia del mayor general Banks de su derrota en la batalla de Sabine Crossroads cerca de Grand Encore y la retirada hacia Pleasant Hill. Los transportes y tropas de Brig. Se ordenó al general TK Smith que regresara a la fuerza principal y se uniera a Banks. Se había alcanzado el punto culminante de la campaña de Red River de la Unión. Desde este punto, con la caída del nivel del agua y el aumento del fuego confederado en la costa, las cañoneras enfrentarían una batalla desesperada para evitar quedar atrapadas sobre los rápidos de Alexandria.
El Lexington silenció la batería de la costa, pero la caballería confederada lanzó una lluvia de disparos de mosquete sobre el resto del escuadrón. Los rebeldes lucharon con inusitada pertinacia durante más de una hora, lanzando el fuego de fusilería más pesado y concentrado. Lo que Porter describió como "este curioso asunto... una pelea entre infantería y cañoneras", finalmente se decidió por el fuego de las cañoneras, que infligió grandes pérdidas a los confederados, incluida la muerte de su comandante, el general Thomas Green. Este compromiso contó con el uso de un instrumento único, desarrollado por el ingeniero jefe Thomas Doughty de Osage y luego descrito por Selfridge como "un método para observar la torreta desde el exterior, por medio de lo que ahora se llamaría un periscopio...". las altas orillas del río Rojo plantearon una gran dificultad para que los artilleros de los barcos apuntaran sus cañones desde el nivel del agua. El ingenioso aparato de Doughty ayudó a resolver el problema. Así fue como el periscopio, una vista familiar en las torretas modernas y en los submarinos, se puso en uso durante la Guerra Civil en las aguas occidentales.
Al llegar a Grand Encore, la flota se enfrentó a una situación peligrosa. El río Rojo, normalmente alto hasta fines de junio, había caído tanto que las cañoneras no podían pasar sobre los rápidos y parecía que la mayor parte del escuadrón de Mississippi estaba condenada a la destrucción cuando el Ejército de la Unión hizo planes para la evacuación. Sin embargo, el teniente coronel Joseph Bailey, EE. UU., propuso un plan para construir una serie de presas en las rocas de las cataratas y elevar el agua. Una abertura central permitiría que los barcos navegaran en la cresta del agua. El 9 de mayo de 1864, la presa casi había llegado a su fin, pero la presión del agua aumentó tanto que arrastró dos barcazas de piedra que giraban debajo de la presa por un lado. Al ver este accidente, el almirante Porter montó a caballo y cabalgó hasta donde estaban anclados los barcos superiores y ordenó al Lexington que se pusiera en marcha.
El teniente Bache logró llevar al Lexington por encima de las cataratas superiores, luego la condujo directamente hacia la abertura en la presa donde las aguas furiosas parecían prometer solo su destrucción. Entró en la brecha de la presa con una cabeza llena de vapor y se arrojó por el poderoso torrente con varios balanceos pesados, se colgó por un momento de las rocas de abajo y luego llegó a las aguas tranquilas y profundas entre los vítores de unas 30.000 voces. Pronto fue seguida por el resto de los barcos y se salvó la valiosa flota de la Unión.
El 15 de junio de 1864, el Lexington se apoderó de los vapores confederados Mattie, M. Walt y R. E. Hill, en Beulah Landing (Misisipi), con algodón a bordo. Rechazó un ataque a White River Station, Arkansas, el 22 de junio de 1864. Durante el resto de la guerra, continuó con sus tareas de patrulla y convoy.
Llegó a Mound City (Illinois) el 5 de junio de 1865 y fue dado de baja allí el 2 de julio de 1865. El Lexington se vendió a Thomas Scott y Woodburn el 17 de agosto de 1865.